# 项山甑
项山甑位于江西省寻乌县项山乡与广东省平远县仁居镇交界处，海拔1529.8米。属武夷山脉。顶峰与赣粤闽三省边境的直线距离约5千米，在顶峰可将三省风光尽收眼底。